# キャスリーン・バトル

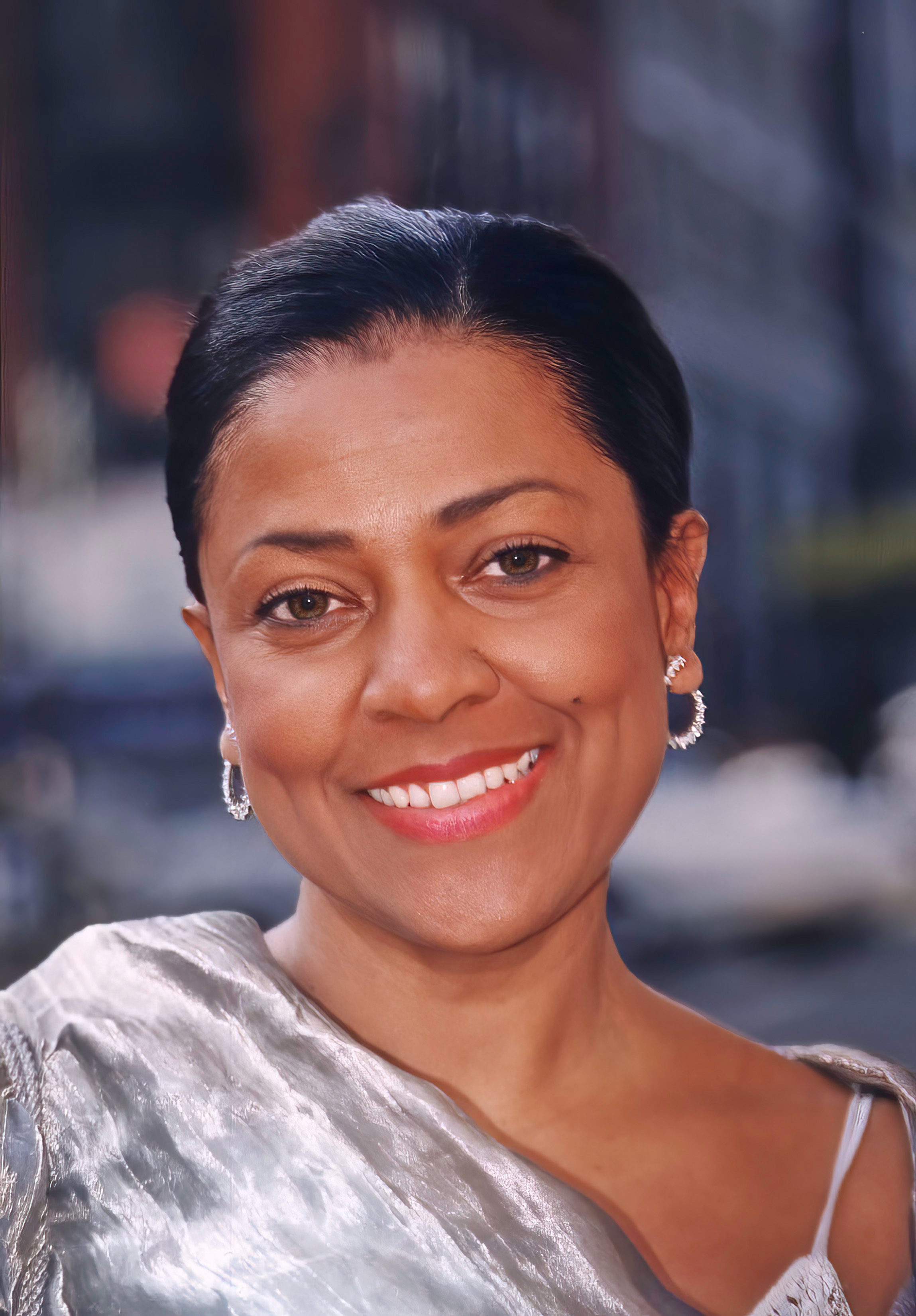
キャスリーン・バトル

キャスリーン・バトル（Kathleen Battle, 1948年8月13日 - ）は、アメリカ合衆国出身のリリック・コロラトゥーラ・ソプラノ歌手。

## 概歴
アメリカ合衆国オハイオ州ポーツマスに7人兄弟の末子として生まれた。子供の頃から歌唱力に恵まれていたが、優等生で将来を高望みしてはいなかった。奨学金を得てオハイオ州シンシナティ大学音楽院に進み、声楽家になる冒険をせず音楽教師の職に就いた。
1971年に修士号を取得し、シンシナティ市内で児童の指導を開始。その間にも個人的に声楽の研究を続け、シンシナティ交響楽団首席指揮者のトーマス・シッパーズのオーディションを受けることになった。まだほとんど経験不足だったにもかかわらず、シッパーズに感銘を与えて、1972年にイタリアのスポレト音楽祭に出演する機会をつかむ。
メトロポリタン歌劇場でのデビューは1977年、『タンホイザー』の羊飼い役であった。
1987年、ウィーンフィルのニューイヤー・コンサートに出演。カラヤンと共演し、ヨハン・シュトラウス2世の春の声を披露。
2001年、ヴァンゲリスによる「Mythodea」(NASAの火星探査計画のテーマ音楽企画)に参加。アテネで行われたライブ・イベントにも出演した。
2004年、中国で製作されたアクション映画『LOVERS（原題：十面埋伏）』にもテーマ音楽を歌った。
アメリカ国内の大学から、6つの名誉学位を授与されている。

### 日本での人気・知名度
日本では無名に近かったが、1986年夏から、ニッカウヰスキーのコマーシャルに「オンブラ・マイ・フ」を歌って出演したことで一躍有名になる。同コマーシャルは、オペラ演出でも名高い映画監督の実相寺昭雄が演出を担当した。
翌1987年1月1日には同曲を収録したLP『オンブラ・マイ・フ/キャスリーン・バトル』(LP番号=K15C-4019)がキングレコードからリリースされ、3か月で公称25万枚を売り上げた。同年5月にはCD(CD番号=K30Y 235)も発売されている。当時の日本におけるクラシック音楽のレコードは1万枚で大ヒットとされ、短期間で数十万枚のヒットは異例であった。日本における累計売上では過去にイ・ムジチ合奏団の『四季』やヘルベルト・フォン・カラヤンの『運命／未完成』など『オンブラ・マイ・フ』を上回る大ヒットがあるものの、いずれも20年以上にわたり売れ続けたロングセラーである。
コマーシャル関連のレーザーディスク「ディーバ～キャスリーン・バトルの歌声（創美企画/ディスク番号=SKL-1001）」と来日記念コンサートのレーザーディスクも、CMと同じく実相寺昭雄監督の撮影で収録された。
1987年5月の初来日公演の入場券は発売後20分で完売した。

## 概要
輝かしいリリック・コロラトゥーラの声質によって有名で、とりわけジェームズ・レヴァインに気に入られ、宗教曲や歌曲、オペラの上演・録音で共演を重ねてきた。力強い声ではないものの、魔笛のパミーナやドン・ジョヴァンニのツェルリーナ、ニーベルングの指環の小鳥役のような、清純可憐な女性像に特に適した声である。レパートリーは幅広く、英語、ドイツ語、イタリア語、フランス語、スペイン語、ロシア語の歌曲を歌うことが出来る一方、美声に溺れて発音の正確さをないがしろにするとの批判もみられる。
オペラでは、また、宗教曲、ジャズ、スピリチュアルもこなし、グラミー賞を5回受賞している。